# Mele (Gornja Radgona, Slovenija)
Mele (njemački Kellerdorf) je naselje u slovenskoj Općini Gornjoj Radgoni. Mele se nalazi u pokrajini Štajerskoj i statističkoj regiji Pomurju. 

## Stanovništvo
Prema popisu stanovništva iz 2002. godine naselje je imalo 183 stanovnika.